# Simon Wiesheu
Simon Wiesheu ist ein früherer deutscher Skeletonpilot.
Simon Wiesheu vom BSC München nahm in der ersten Hälfte der 2000er-Jahre an nationalen und internationalen Skeleton-Wettbewerben teil. Im November 2000 bestritt er in Igls sein erstes Rennen im Rahmen des Skeleton-Europacups und wurde 24. Im Januar 2003 nahm er, ebenfalls in Igls, zum ersten Mal an einem Skeleton-Weltcup-Rennen teil, das er als 27. beendete. Anschließend gewann er in Königssee ein Europacup-Rennen. Einen Monat später bestritt er ein zweites Weltcup-Rennen in Altenberg, wo er 12. wurde. Bei den Junioren-Weltmeisterschaften 2003 in Königssee musste er sich nur Frank Kleber und Matthias Biedermann geschlagen geben.
National gewann Wiesheu 2001 den Junioren-Titel, 2002 wurde er hinter Wolfram Lösch Zweiter. Die Deutsche Skeleton-Meisterschaft 2001 beendete er als Siebter, 2002 und 2003 wurde er Zehnter, 2004 nochmals Siebter.